# Josef Čihák
Josef Čihák, né le 19 mars 1963 à Plzeň, est un ancien joueur de tennis professionnel tchécoslovaque.
Il a connu ses principaux succès en double avec son compatriote Cyril Suk en 1989 et 1990.

## Carrière
Il comptabilise trois titres sur le circuit Challenger en simple. Alors qu'il n'est pas encore professionnel, il remporte le premier à Bielefeld en 1984. Il s'agit là de sa première participation à un tournoi Challenger. Il bat notamment Fernando González ainsi que Peter Elter en finale. Les deux autres ont été acquis à Pescara et Casablanca en 1988. En double, il en a remporté 11 dont 5 avec Cyril Suk.
En 1987, il atteint les demi-finales du tournoi de Palerme en disposant du 38e mondial, Ulf Stenlund au premier tour. Il réitère cette performance à Athènes en 1989. En 1990, il s'est qualifié pour les demi-finales du Championship Series de Hambourg ainsi que pour les quarts de finale du tournoi de Rome avec son partenaire de l'époque, Cyril Suk.

## Palmarès

### Titre en double messieurs
| No | Date       | Nom et lieu du tournoi                                      | Catégorie | Dotation  | Surface      | Partenaire | Finalistes                           | Score    |  |
| -- | ---------- | ----------------------------------------------------------- | --------- | --------- | ------------ | ---------- | ------------------------------------ | -------- |  |
| 1  | 14-08-1989 | Campionati Internazionali della Valle d'Aosta Saint-Vincent |           | 125 000 $ | Terre (ext.) | Cyril Suk  | Massimo Cierro Alessandro De Minicis | 6-4, 6-2 |  |

### Finale en double messieurs
| No | Date       | Nom et lieu du tournoi | Catégorie | Dotation  | Surface      | Vainqueurs                    | Partenaire    | Score    |  |
| -- | ---------- | ---------------------- | --------- | --------- | ------------ | ----------------------------- | ------------- | -------- |  |
| 1  | 31-07-1989 | Swedish Open Båstad    |           | 275 000 $ | Terre (ext.) | Per Henricsson Nicklas Utgren | Karel Nováček | 7-5, 6-2 |  |

## Parcours dans les tournois duGrand Chelem

### En simple
| Année | Open d'Australie | Open d'Australie | Internationaux de France | Internationaux de France | Wimbledon       | Wimbledon | US Open | US Open |
| ----- | ---------------- | ---------------- | ------------------------ | ------------------------ | --------------- | --------- | ------- | ------- |
| 1988  | —                | —                | 1er tour (1/64)          | W. Wilander              | 1er tour (1/64) | J. Grabb  | —       | —       |
| 1989  | —                | —                | 1er tour (1/64)          | O. Camporese             | 1er tour (1/64) | C. Bailey | —       | —       |

N.B. : à droite du résultat se trouve le nom de l'ultime adversaire.

### En double
| Année | Open d'Australie | Open d'Australie | Internationaux de France  | Internationaux de France  | Wimbledon                  | Wimbledon             | US Open | US Open |
| ----- | ---------------- | ---------------- | ------------------------- | ------------------------- | -------------------------- | --------------------- | ------- | ------- |
| 1988  | —                | —                | 2e tour (1/16) T. Nijssen | R. Leach J. Pugh          | 1er tour (1/32) K. Nováček | S. Davis D. Goldie    | —       | —       |
| 1989  | —                | —                | 2e tour (1/16) C. Suk     | M. Bahrami É. Winogradsky | 2e tour (1/16) C. Suk      | J. Courier P. Sampras | —       | —       |
| 1990  | —                | —                | 2e tour (1/16) C. Suk     | S. Casal E. Sánchez       | 1er tour (1/32) C. Suk     | J. Courier M. Davis   | —       | —       |

N.B. : le nom du ou de la partenaire se trouve sous le résultat ; le nom des ultimes adversaires se trouve à droite.